# Prelatura territoriale di Marajó
La prelatura territoriale di Marajó (in latino Praelatura Territorialis Maraiensis) è una sede della Chiesa cattolica in Brasile suffraganea dell'arcidiocesi di Belém do Pará. Nel 2023 contava 213.480 battezzati su 385.550 abitanti. È retta dal vescovo José Ionilton Lisboa de Oliveira, S.D.V.

## Territorio
La prelatura territoriale comprende 9 comuni dell'isola di Marajó nello stato brasiliano di Pará: Soure, Salvaterra, Afuá, Chaves, Breves, Anajás, Portel, Melgaço e Bagre.
Sede prelatizia è la città di Soure, dove si trova la cattedrale di Nostra Signora della Consolazione.
Il territorio si estende su 86.477 km² ed è suddiviso in 10 parrocchie.

## Storia
La prelatura territoriale è stata eretta il 14 aprile 1928 con la bolla Romanus Pontifex di papa Pio XI, ricavandone il territorio dall'arcidiocesi di Belém do Pará.

## Cronotassi dei vescovi
Si omettono i periodi di sede vacante non superiori ai 2 anni o non storicamente accertati.
- Sede vacante (1928-1943)

- Gregório Alonso Aparicio, O.A.R. † (9 gennaio 1943 - 7 aprile 1965 dimesso)[1]
- Alquilio Alvarez Diez, O.A.R. † (6 maggio 1965 - 3 novembre 1985 deceduto)
- José Luis Azcona Hermoso, O.A.R. † (16 febbraio 1987 - 1º giugno 2016 ritirato)
- Evaristo Pascoal Spengler, O.F.M. (1º giugno 2016 - 25 gennaio 2023 nominato vescovo di Roraima)
- José Ionilton Lisboa de Oliveira, S.D.V., dal 3 novembre 2023

## Statistiche
La prelatura territoriale nel 2023 su una popolazione di 385.550 persone contava 213.480 battezzati, corrispondenti al 55,4% del totale.
| anno | popolazione | popolazione | popolazione | presbiteri | presbiteri | presbiteri | presbiteri                | diaconi | religiosi | religiosi | parrocchie |
| anno | battezzati  | totale      | %           | numero     | secolari   | regolari   | battezzati per presbitero | diaconi | uomini    | donne     | parrocchie |
| ---- | ----------- | ----------- | ----------- | ---------- | ---------- | ---------- | ------------------------- | ------- | --------- | --------- | ---------- |
| 1949 | 74.000      | 75.000      | 98,7        | 6          |            | 6          | 12.333                    |         |           |           | 8          |
| 1966 | 135.000     | 140.000     | 96,4        | 13         |            | 13         | 10.384                    |         |           |           | 10         |
| 1970 | 132.000     | 135.000     | 97,8        | 13         |            | 13         | 10.153                    |         | 13        | 9         | 10         |
| 1976 | 136.000     | 140.000     | 97,1        | 11         |            | 11         | 12.363                    |         | 12        | 11        | 10         |
| 1980 | 152.800     | 157.000     | 97,3        | 13         |            | 13         | 11.753                    |         | 16        | 11        | 8          |
| 1990 | 190.000     | 210.000     | 90,5        | 12         |            | 12         | 15.833                    |         | 12        | 9         | 8          |
| 1999 | 200.000     | 230.000     | 87,0        | 14         | 2          | 12         | 14.285                    |         | 13        | 13        | 9          |
| 2000 | 215.000     | 240.000     | 89,6        | 14         | 3          | 11         | 15.357                    |         | 12        | 13        | 9          |
| 2001 | 224.000     | 250.000     | 89,6        | 16         | 5          | 11         | 14.000                    |         | 11        | 14        | 9          |
| 2002 | 233.000     | 260.000     | 89,6        | 16         | 5          | 11         | 14.562                    |         | 12        | 13        | 9          |
| 2003 | 230.000     | 265.000     | 86,8        | 16         | 5          | 11         | 14.375                    |         | 12        | 13        | 9          |
| 2004 | 230.000     | 260.000     | 88,5        | 15         | 4          | 11         | 15.333                    |         | 12        | 13        | 9          |
| 2013 | 266.000     | 293.000     | 90,8        | 32         | 12         | 20         | 8.312                     |         | 20        | 22        | 10         |
| 2016 | 286.650     | 345.362     | 83,0        | 20         | 6          | 14         | 14.332                    |         | 14        | 16        | 10         |
| 2019 | 296.400     | 357.000     | 83,0        | 23         | 14         | 9          | 12.886                    |         | 9         | 19        | 10         |
| 2021 | 305.900     | 368.499     | 83,0        | 29         | 19         | 10         | 10.548                    |         | 10        | 17        | 10         |
| 2023 | 213.480     | 385.550     | 55,4        | 29         | 18         | 11         | 7.361                     |         | 11        | 17        | 10         |